# 甘丹曲果寺
甘丹曲果寺，又称“康萨甘丹曲果寺”，简称“甘曲寺”，位于西藏自治区拉萨市林周县甘丹曲果镇甘丹曲果村，是一座藏传佛教格鲁派寺院。

## 历史
甘丹曲果寺位于甘丹曲果镇甘丹曲果村，在林周县城所在地，距离拉萨65公里。1100年，详唐·益西久乃创建该寺。该寺最初为宁玛派寺院，五世达赖时期改宗格鲁派。
当时，该寺建筑面积608平方米。寺内主供益西久乃佛，代表性活佛是阿旺丹增。历史上，该寺有活佛3名，前来朝佛者最高达2至3万人。鼎盛时期，该寺有僧人300名。
1978年，该寺被毁，但北侧的护法神殿因被当作仓库使用而保留。1984年，该寺经林周县人民政府批准修复开放，由信众献材料并出工，在该寺原基础上由格西阿旺旦培负责重建。新建的寺庙为土木结构，由集会大殿、护法神殿、达赖寝宫组成，另外还有僧舍、伙房、佛塔等等，分布面积大约4500平方米。
21世纪初，该寺有僧人70人，寺院占地面积大约1400平方米，文物128件。

## 建筑
集会大殿高二层，门朝东，前为四柱门廓，左侧为僧舍，右侧通往顶层。其后是经堂，墙上绘有壁画。经堂后面一分为三，左侧为十六罗汉殿，中间为三世佛殿，右侧为灵塔殿。
护法殿位于大殿以北，门朝南，前有二柱明廊，两侧各有五个转经轮。前庭内有四柱，墙上绘有壁画，顶部开天窗。前庭后面是殿室，壁画用三角形构图。
嘛呢拉康位于护法殿以东，门朝南，内部西北角设有转经轮。